# Фосманан
Фосманан (фр. Fossemanant) насеље је и општина у североисточној Француској у региону Пикардија, у департману Сома која припада префектури Амјен.
По подацима из 2011. године у општини је живело 106 становника, а густина насељености је износила 39,26 становника/km². Општина се простире на површини од 2,7 km². Налази се на средњој надморској висини од 53 метара (максималној 128 m, а минималној 40 m).

## Демографија
| 1962. | 1968. | 1975. | 1982. | 1990. | 1999. | 2011. |
| ----- | ----- | ----- | ----- | ----- | ----- | ----- |
| 42    | 52    | 39    | 81    | 109   | 110   | 106   |

График промене броја становника у току последњих година